# Hohenmea itaipuana
Hohenmea itaipuana är en gräsväxtart som beskrevs av Bruno Rezende Silva och L.F.Sousa. Hohenmea itaipuana ingår i släktet Hohenmea och familjen Bromeliaceae. Inga underarter finns listade i Catalogue of Life.